# Полтавец, Виктор Васильевич
Виктор Васильевич Полтавец (укр. Віктор Васильович Полтавець; 11 января 1925, Пологи — 2003, Киев) — украинский советский живописец-баталист, график, редактор, заслуженный деятель искусств УССР (1974), народный художник УССР (1984).

## Биография
В 1944—1950 годах обучался в Харьковском государственном художественном институте. Ученик рисовальщика А. Кокеля и руководителя мастерской батальной живописи М. Дерегуса.
Был преподавателем Харьковского художественного училища, затем работал в студии имени Грекова в Москве. С успехом выставлялся на республиканских и всесоюзных выставках, победитель конкурса политического плаката. После этого получил приглашение в Киев на редакторскую работу в издательство «Мистецтво» (рус. «Искусство»).
В 1958 году был награждён международной премией за иллюстрации к роману А. Серафимовича «Железный поток».
В начале 1960-х годов — руководитель художественного отдела издательства детской литературы «Веселка».
Член Союза советских художников Украины с 1952 года.
Умер в Киеве и похоронен на Байковом кладбище.
Младшая дочь Наталья Викторовна Полтавец также стала художницей.

## Творчество
Автор многочисленных картин на историческую тему: революции и гражданской войны в Украине, суровых будней Великой Отечественной войны и социалистического строительства, а также книжных иллюстраций к произведениям Тараса Шевченко, И. Нечуя-Левицкого, Ивана Ле, Д. Фурманова, О. Гончара и других.
Одновременно к графической и редакторской деятельностью плодотворно работал в живописи. Виктор Полтавец выставлялся практически на всех республиканских и всесоюзных выставках.
Произведения художника хранятся в разных музеях Украины и зарубежья: Национальном художественном музее Украины, музеях областных центров Украины, Государственной Третьяковской галереи, частных собраниях в Западной Европе, США, Канаде, Японии.
В конце жизни любимым жанром Виктора Полтавца были пейзажи.

## Избранные произведения
- Атака отражена (1950),
- Арсенальцы (1959),
- Красные казаки (1963),
- Колиивщина (1963—1964),
- Гайдамаки (1964),
- Минута отдыха (1965),
- триптих «Александр Пархоменко» (1967),
- Битва под Берестечко (1967),
- Гонцы (1970),
- Партизанский край (1971),
- Дела колхозные (1975),
- Конец войне (1978),
- серия пейзажей «Черниговщина» (1985—1990),
- Весенние воды" (1990),
- «Богдан Хмельницкий и его соратники — М. Кривонос и И. Богун» (2000) и др.

## Награды
- орден Отечественной войны II степени (11.03.1985)[1];
- орден «Знак Почёта» (22.07.1982);
- медаль «За трудовую доблесть» (24.11.1960);
- другие медали;
- Почётная грамота Президиума Верховного Совета УССР;
- Заслуженный деятель искусств УССР (1974);
- Народный художник УССР (1984).